# Wings (canción de Ringo Starr)
«Wings» es una canción de Ringo Starr, lanzado como un sencillo de su álbum de estudio Ringo 2012. Fue grabado originalmente para el álbum Ringo the 4th. Fue coescrito con Vini Poncia en el año 1977.

## Grabación
Fue regrabada para Ringo 2012. Ringo sobre su single : "Esta es una canción que registró por primera vez en Ringo the 4th, Estos son días diferentes, y es una de esas canciones que siempre quería volver a visitar. escribí "wings" con Vinnie Poncia en Nueva York, y él no sabe que yo he hecho esto todavía. Voy a sorprender a Vinnie enviándosela ... En los últimos dos años, He estado escuchando un montón de reggae, por lo que este álbum tiene un sentimiento reggae. ¿Qué puedo decirte? Soy un producto de mi entorno. Siempre me ha gustado el sentimiento de esta canción, y me alegro finalmente hacerlo bien".

## Personal
- Ringo Starr - batería, Percusión, teclado, voz y coros.
- Joe Walsh - Guitarra
- Benmont Tench - Órgano
- Bruce Sugar - Piano
- Amy Keys - coros
- Kelly Moneymaker - coros